# Еріх Гампе
Еріх Гампе (нім. Erich Hampe; 17 грудня 1889, Гера — 28 червня 1978, Занкт-Аугустін) — німецький офіцер і чиновник, генерал-майор технічних військ вермахту. Один із засновників німецької служби порятунку з повітря. Кавалер Німецького хреста в сріблі.

## Біографія
28 березня 1908 року вступив в Прусську армію. 20 липня 1912 року відправлений в резерв. Після початку Першої світової війни 4 серпня 1914 року призваний на службу. 30 листопада 1919 року звільнений у відставку. В 1920/22 роках вивчав національну економіку в Берлінському університеті. В 1920/41 роках — заступник начальника Імперського управління екстреної технічної допомоги. 1 травня 1933 року вступив в НСДАП (партійний квиток №2 673 271).
20 травня 1941 року був призваний на службу у вермахт і призначений для особливих доручень в ОКГ. З 31 травня 1941 року — начальник відділу технічних військ ОКГ, одночасно з 20 жовтня 1942 року — генерал технічних військ при ОКГ, а з 6 грудня 1933 року — директор технічної оперативної групи вермахту. 8 травня 1945 року взятий в полон. 27 червня 1947 року звільнений.
З 1 квітня 1951 року — радник з охорони кордонів, повітряного середовища і боротьби з природними лихами Федерального міністерства внутрішніх справ. З 25 березня 1954 року — президент Федерального інституту цивільної ППО в Бонні. 30 червня 1955 року вийшов на пенсію. 14 березня 1959 року разом з Генріхом Фокке заснував Німецьке товариство використання вертольотів і порятунку з повітря, був президентом товариства до кінця життя.

## Звання
- Фанен-юнкер (28 березня 1908)
- Фенріх (17 грудня 1908)
- Лейтенант (17 серпня 1909)
- Лейтенант резерву (20 липня 1912)
- Оберлейтенант резерву (22 березня 1915)
- Гауптман резерву (27 січня 1918)
- Оберстлейтенант (20 травня 1941)
- Оберст (1 лютого 1942)
- Генерал-майор (1 квітня 1945)
- Міністерський радник (1 квітня 1951)

## Нагороди
- Залізний хрест 2-го і 1-го класу
- Медаль «За відвагу» (Гессен)
- Почесний хрест ветерана війни з мечами
- Медаль «У пам'ять 13 березня 1938 року»
- Медаль «У пам'ять 1 жовтня 1938»
- Хрест Воєнних заслуг 2-го і 1-го класу з мечами
- Німецький хрест в сріблі (22 липня 1944)
- Орден «За заслуги перед Федеративною Республікою Німеччина», командорський хрест (1955)
- Почесний знак Служби технічної допомоги в золоті (1976)